# 沙淦
沙 淦（さ かん）は、清末民初の革命家。字は宝琛。別号は憤憤。

## 事跡
12歳で通州第一高等小学に入学したが、13歳のときに弁髪を切り、革命の道を志すようになる。中学を卒業後に日本へ留学し、成城学校などで学んだ。日本滞在中に、孫文（孫中山）の中国同盟会創設準備に関与し、創設時の構成員ともなった。
1911年（宣統3年）の帰国後は、ジャーナリストの道を歩みつつ革命の準備を進める。一時は清の官憲に逮捕される危機もあったが、革命派人士である趙声に救出され、後に上海に赴き、革命工作に引き続き従事した。同年10月、武昌起義が勃発、辛亥革命が開始される。沙淦は陳其美らとともに決死隊を組織し、上海製造局を攻撃するなどした。上海が革命派により掌握されると、沙は都督府参謀に任ぜられている。
中華民国成立後、沙淦は江亢虎率いる中国社会党に加入し、総部庶務幹事をつとめる。しかし江は次第に袁世凱に接近する姿勢を見せたため、沙は中国社会党を離脱し、別に社会党（純粋社会党とも呼ばれる）を結成した。沙は陳其美らとともに上海の出版界で活動し、袁を非難する『土皇帝』という書を著している。
1913年（民国2年）に第二革命（二次革命）が勃発すると、沙淦は地元周辺で資金募集の活動に従事している。ところが、故郷の南通に戻ったところで袁世凱に味方する勢力により捕縛、殺害されてしまった。享年29。